# Reichsbund der Kinderreichen
La Unión de Familias Numerosas del Reich (en alemán: Reichsbund der Kinderreichen, RDK) o, literalmente "Liga del Reich de Aquellos Ricos en Niños", fue uno de los grupos pronatalistas más importantes fundados en Alemania después de la Primera Guerra Mundial. Para que uno pudiera ser miembro de esta liga, una familia debía tener al menos cuatro hijos. Las viudas también fueron admitidas.
La Unión fue fuertemente nazificada después de la toma del poder por parte de los nazis en 1933. Como tal, su objetivo se convirtió en la preservación y promoción de la familia aria hereditariamente sana alemana ("Erhaltung und Förderung der deutschen, erbgesunden, arischen Familie").

## Cambio de nombre

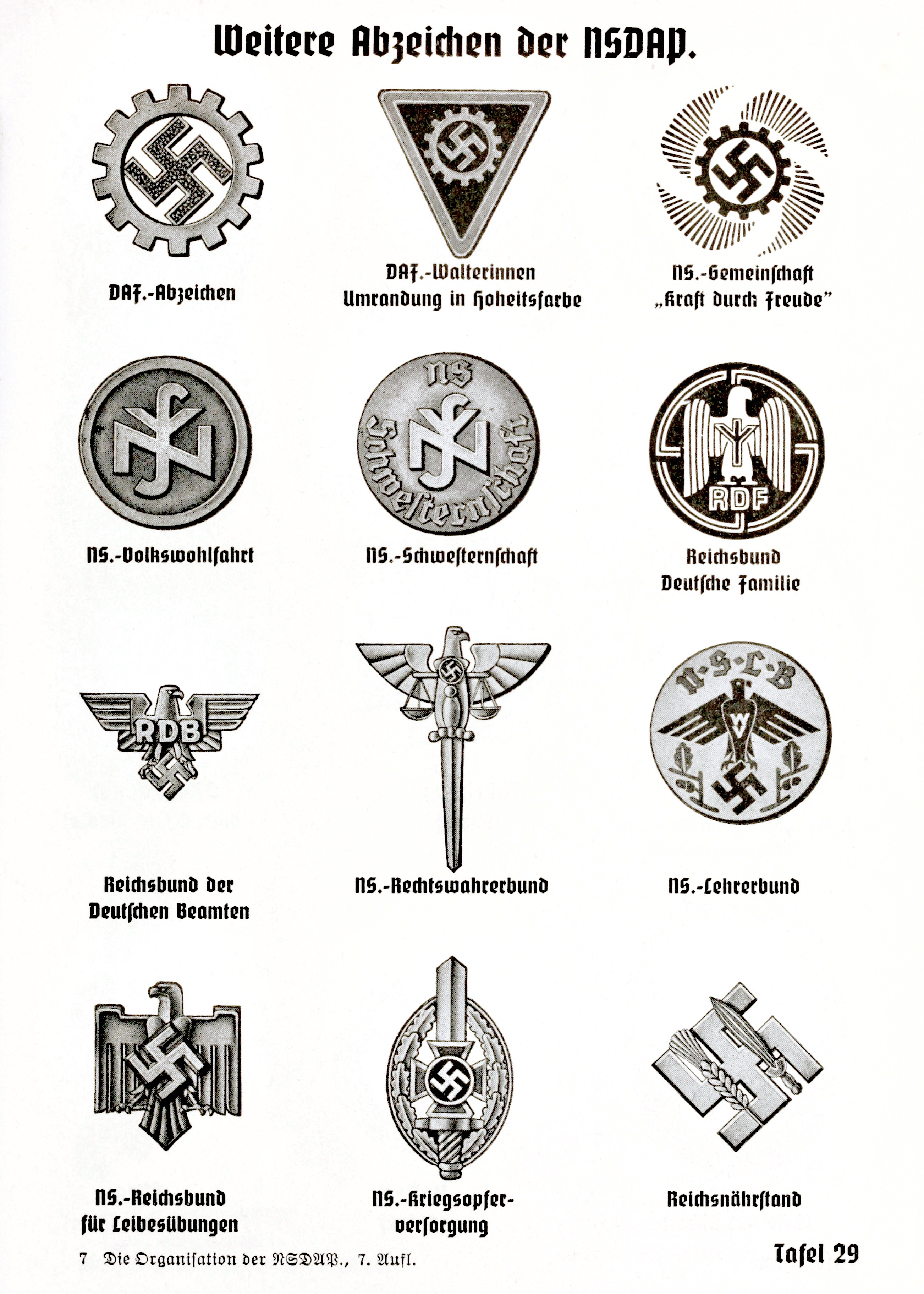
Las ilustraciones también aparecen en la edición de 1940 de Organisationsbuch der NSDAP, el manual oficial del partido nazi, publicado por Nationalsozialistische Deutsche Arbeiter-Partei.

La RDK pasó a llamarse Reichsbund Deutsche Familie, Kampfbund für erbtüchtigen Kinderreichtum (Liga del Reich de la Familia Alemana, Liga de la Lucha por una descendencia hereditariamente fuerte), en abril de 1940, en los primeros años de la Segunda Guerra Mundial. Sus nuevas siglas se convirtieron en RDF y el Dr. Robert Kaiser se convirtió en su nuevo líder. Bajo el Dr. Kaiser, la RDF se convirtió esencialmente en una organización de propaganda, promoviendo los matrimonios y la natalidad entre los jóvenes a pesar de las dificultades relacionadas con la guerra.
Como organización nazi, la Unión de Familias Numerosas del Reich se disolvió después de la derrota de la Alemania nazi en la Segunda Guerra Mundial. El gobierno militar estadounidense emitió una ley especial que prohibía al partido nazi y todas sus ramas. Este decreto de desnazificación también fue conocido como "Ley número cinco".